# Censo nicaragüense de 1920
El Censo de Población de Nicaragua de 1920 (o más conocido también como Censo de 1920) fue un censo de población que se realizó en Nicaragua el 1 de julio de 1920. Históricamente, este fue el segundo censo de población en toda la historia de Nicaragua.
Los resultados oficiales del censo mostraron que Nicaragua tenía un población de 633 622 habitantes para el año 1920 y una densidad poblacional de 5,3 hab/km².

## Resultados

### Resultados por departamento
| Población censada de Nicaragua por departamento en 1920 | Población censada de Nicaragua por departamento en 1920 | Población censada de Nicaragua por departamento en 1920 | Población censada de Nicaragua por departamento en 1920 | Población censada de Nicaragua por departamento en 1920 | Población censada de Nicaragua por departamento en 1920 |
| Puesto                                                  | Departamento                                            | Censo de 1920                                           | Censo de 1906                                           | Crecimiento                                             | Crecimiento Porcentual                                  |
| ------------------------------------------------------- | ------------------------------------------------------- | ------------------------------------------------------- | ------------------------------------------------------- | ------------------------------------------------------- | ------------------------------------------------------- |
| 1.º                                                     | León                                                    | 78 300                                                  | 90 237                                                  | −11 937                                                 | -13,2 %                                                 |
| 2.º                                                     | Matagalpa                                               | 78 226                                                  | 44 290                                                  | 33 936                                                  | 76,6 %                                                  |
| 3.º                                                     | Managua                                                 | 74 696                                                  | 48 204                                                  | 26 492                                                  | 54,9 %                                                  |
| 4.º                                                     | Chinandega                                              | 47 583                                                  | 35 722                                                  | 11 861                                                  | 33,2 %                                                  |
| 5.º                                                     | Masaya                                                  | 40 386                                                  | 33 599                                                  | 6 787                                                   | 20,2 %                                                  |
| 6.º                                                     | Zelaya                                                  | 39 110                                                  | 33 849                                                  | 5 261                                                   | 15,5 %                                                  |
| 7.º                                                     | Chontales                                               | 35 825                                                  | 26 214                                                  | 9 611                                                   | 36,6 %                                                  |
| 8.º                                                     | Boaco                                                   | 35 723                                                  | 26 737                                                  | 8 986                                                   | 33,6 %                                                  |
| 9.º                                                     | Granada                                                 | 34 035                                                  | 28 093                                                  | 5 942                                                   | 21,1 %                                                  |
| 10.º                                                    | Carazo                                                  | 32 059                                                  | 27 110                                                  | 4 949                                                   | 18,2 %                                                  |
| 11.º                                                    | Rivas                                                   | 31 090                                                  | 25 549                                                  | 5 541                                                   | 21,6 %                                                  |
| 12.º                                                    | Estelí                                                  | 30 515                                                  | 23 355                                                  | 7 160                                                   | 30,6 %                                                  |
| 13.º                                                    | Jinotega                                                | 27 065                                                  | 21 979                                                  | 5 086                                                   | 23,1 %                                                  |
| 14.º                                                    | Madriz                                                  | 25 585                                                  | 19 490                                                  | 6 095                                                   | 31,2 %                                                  |
| 15.º                                                    | Nueva Segovia                                           | 16 439                                                  | 13 251                                                  | 3 188                                                   | 24,0 %                                                  |
| 16.º                                                    | Río San Juan                                            | 6 985                                                   | 4 173                                                   | 2 812                                                   | 67,3 %                                                  |
| Total                                                   | Nicaragua                                               | 633 622                                                 | 501 849                                                 | 131 773                                                 | 26,2 %                                                  |

### Resultados por Municipio
| Población de los Municipios de Nicaragua para el año 1920 | Población de los Municipios de Nicaragua para el año 1920 | Población de los Municipios de Nicaragua para el año 1920 | Población de los Municipios de Nicaragua para el año 1920 | Población de los Municipios de Nicaragua para el año 1920 | Población de los Municipios de Nicaragua para el año 1920 | Población de los Municipios de Nicaragua para el año 1920 | Población de los Municipios de Nicaragua para el año 1920 | Población de los Municipios de Nicaragua para el año 1920 | Población de los Municipios de Nicaragua para el año 1920 |
| Puesto                                                    | Municipio                                                 | Habitantes en 1920                                        | Habitantes en 1906                                        | Ubicado en el Departamento de                             | Puesto                                                    | Municipio                                                 | Habitantes en 1920                                        | Habitantes en 1906                                        | Ubicado en el Departamento de                             |
| --------------------------------------------------------- | --------------------------------------------------------- | --------------------------------------------------------- | --------------------------------------------------------- | --------------------------------------------------------- | --------------------------------------------------------- | --------------------------------------------------------- | --------------------------------------------------------- | --------------------------------------------------------- | --------------------------------------------------------- |
| 1°                                                        | León                                                      | 38 714                                                    | 57 355                                                    | León                                                      | 64°                                                       | El Jicaral                                                | 2 048                                                     | 2 197                                                     | León                                                      |
| 2°                                                        | Managua                                                   | 58 523                                                    | 38 662                                                    | Managua                                                   | 65°                                                       | Matiguás                                                  | 4 511                                                     | 2 100                                                     | Matagalpa                                                 |
| 3°                                                        | Granada                                                   | 21 925                                                    | 16 313                                                    | Granada                                                   | 66°                                                       | San Jorge                                                 | 2 482                                                     | 2 084                                                     | Rivas                                                     |
| 4°                                                        | Matagalpa                                                 | 32 271                                                    | 15 749                                                    | Matagalpa                                                 | 67°                                                       | Esquipulas                                                | 3 158                                                     | 2 073                                                     | Matagalpa                                                 |
| 5°                                                        | Jinotega                                                  | 18 178                                                    | 13 787                                                    | Jinotega                                                  | 68°                                                       | Potosí                                                    | 2 356                                                     | 2 054                                                     | Rivas                                                     |
| 6°                                                        | Masaya                                                    | 17 287                                                    | 13 023                                                    | Masaya                                                    | 69°                                                       | San Pedro de Lóvago                                       | 2 683                                                     | 2 032                                                     | Chontales                                                 |
| 7°                                                        | Chinandega                                                | 13 301                                                    | 10 126                                                    | Chinandega                                                | 70°                                                       | Quezalguaque                                              | 2 406                                                     | 1 977                                                     | León                                                      |
| 8°                                                        | Boaco                                                     | 14 342                                                    | 9 027                                                     | Boaco                                                     | 71°                                                       | San Juan de Limay                                         | 1 972                                                     | 1 972                                                     | Estelí                                                    |
| 9°                                                        | Rivas                                                     | 9 288                                                     | 8 835                                                     | Rivas                                                     | 72°                                                       | San José de Los Remates                                   | 1 963                                                     | 1 963                                                     | Boaco                                                     |
| 10°                                                       | Jinotepe                                                  | 7 542                                                     | 8 754                                                     | Carazo                                                    | 73°                                                       | San Dionisio                                              | 1 957                                                     | 1 957                                                     | Matagalpa                                                 |
| 11°                                                       | Diriamba                                                  | 11 151                                                    | 8 622                                                     | Carazo                                                    | 74°                                                       | San José de Cusmapa                                       | 1 939                                                     | 1 939                                                     | Madriz                                                    |
| 12°                                                       | Ciudad Darío                                              | 10 561                                                    | 8 279                                                     | Matagalpa                                                 | 75°                                                       | Diriá                                                     | 1 820                                                     | 1 820                                                     | Granada                                                   |
| 13°                                                       | Estelí                                                    | 10 583                                                    | 8 271                                                     | Estelí                                                    | 76°                                                       | Waspán                                                    | 1 815                                                     | 1 815                                                     | Zelaya                                                    |
| 14°                                                       | Bluefields                                                | 8 927                                                     | 8 113                                                     | Zelaya                                                    | 77°                                                       | Tisma                                                     | 1 800                                                     | 1 800                                                     | Masaya                                                    |
| 15°                                                       | Prinzapolka                                               | 8 676                                                     | 7 886                                                     | Zelaya                                                    | 78°                                                       | Santa Lucía                                               | 1 754                                                     | 1 754                                                     | Boaco                                                     |
| 16°                                                       | La Paz Centro                                             | 2 787                                                     | 7 875                                                     | León                                                      | 79°                                                       | Santo Domingo                                             | 1 615                                                     | 1 615                                                     | Chontales                                                 |
| 17°                                                       | Juigalpa                                                  | 12 113                                                    | 7 477                                                     | Chontales                                                 | 80°                                                       | Achuapa                                                   | 1 596                                                     | 1 596                                                     | León                                                      |
| 18°                                                       | El Viejo                                                  | 8 351                                                     | 6 616                                                     | Chinandega                                                | 81°                                                       | Sébaco                                                    | 1 568                                                     | 1 568                                                     | Matagalpa                                                 |
| 19°                                                       | Camoapa                                                   | 5 688                                                     | 5 810                                                     | Boaco                                                     | 82°                                                       | Quilalí                                                   | 1 560                                                     | 1 560                                                     | Nueva Segovia                                             |
| 20°                                                       | Nandaime                                                  | 5 682                                                     | 5 779                                                     | Granada                                                   | 83°                                                       | Santa María                                               | 1 521                                                     | 1 521                                                     | Nueva Segovia                                             |
| 21°                                                       | San Ramón                                                 | 12 298                                                    | 5 704                                                     | Matagalpa                                                 | 84°                                                       | Ocotal                                                    | 1 515                                                     | 1 515                                                     | Nueva Segovia                                             |
| 22°                                                       | La Concepción                                             | 6 135                                                     | 5 540                                                     | Masaya                                                    | 85°                                                       | Buenos Aires                                              | 1 513                                                     | 1 513                                                     | Rivas                                                     |
| 23°                                                       | Somoto                                                    | 5 907                                                     | 5 510                                                     | Madriz                                                    | 86°                                                       | Morrito                                                   | 1 468                                                     | 1 468                                                     | Río San Juan                                              |
| 24°                                                       | Masatepe                                                  | 6 289                                                     | 5 332                                                     | Masaya                                                    | 87°                                                       | Villanueva                                                | 1 447                                                     | 1 447                                                     | Chinandega                                                |
| 25°                                                       | Chichigalpa                                               | 7 028                                                     | 5 319                                                     | Chinandega                                                | 88°                                                       | Cinco Pinos                                               | 1 424                                                     | 1 424                                                     | Chinandega                                                |
| 26°                                                       | Acoyapa                                                   | 5 006                                                     | 5 215                                                     | Chontales                                                 | 89°                                                       | San Francisco Libre                                       | 1 396                                                     | 1 396                                                     | Managua                                                   |
| 27°                                                       | Larreynaga                                                | 8 520                                                     | 5 214                                                     | León                                                      | 90°                                                       | Corinto                                                   | 1 380                                                     | 1 380                                                     | Chinandega                                                |
| 28°                                                       | El Rama                                                   | 5 289                                                     | 4 807                                                     | Zelaya                                                    | 91°                                                       | Altagracia                                                | 1 377                                                     | 1 377                                                     | Rivas                                                     |
| 29°                                                       | Condega                                                   | 5 228                                                     | 4 615                                                     | Estelí                                                    | 92°                                                       | San Carlos                                                | 1 343                                                     | 1 343                                                     | Río San Juan                                              |
| 30°                                                       | Teustepe                                                  | 5 651                                                     | 4 592                                                     | Boaco                                                     | 93°                                                       | Nandasmo                                                  | 1 271                                                     | 1 271                                                     | Masaya                                                    |
| 31°                                                       | Telpaneca                                                 | 7 642                                                     | 4 476                                                     | Madriz                                                    | 94°                                                       | San Pedro del Norte                                       | 1 219                                                     | 1 219                                                     | Chinandega                                                |
| 32°                                                       | La Trinidad                                               | 5 381                                                     | 4 370                                                     | Estelí                                                    | 95°                                                       | Villa El Carmen                                           | 1 210                                                     | 1 210                                                     | Managua                                                   |
| 33°                                                       | Puerto Cabezas                                            | 4 671                                                     | 4 246                                                     | Zelaya                                                    | 96°                                                       | Santo Tomás                                               | 1 165                                                     | 1 165                                                     | Chontales                                                 |
| 34°                                                       | Comalapa                                                  | 4 124                                                     | 4 208                                                     | Chontales                                                 | 97°                                                       | Mozonte                                                   | 1 163                                                     | 1 163                                                     | Nueva Segovia                                             |
| 35°                                                       | Diriomo                                                   | 4 711                                                     | 4 181                                                     | Granada                                                   | 98°                                                       | Jalapa                                                    | 1 149                                                     | 1 149                                                     | Nueva Segovia                                             |
| 36°                                                       | Pueblo Nuevo                                              | 5 194                                                     | 4 127                                                     | Estelí                                                    | 99°                                                       | Muy Muy                                                   | 1 125                                                     | 1 125                                                     | Matagalpa                                                 |
| 37°                                                       | San Rafael del Norte                                      | 3 163                                                     | 4 086                                                     | Jinotega                                                  | 100°                                                      | Catarina                                                  | 1 121                                                     | 1 121                                                     | Masaya                                                    |
| 38°                                                       | Cabo Gracias a Dios                                       | 4 819                                                     | 3 787                                                     | Zelaya                                                    | 101°                                                      | Villa Sandino                                             | 1 081                                                     | 1 081                                                     | Chontales                                                 |
| 39°                                                       | San Lorenzo                                               | 4 824                                                     | 3 591                                                     | Boaco                                                     | 102°                                                      | San Juan del Sur                                          | 1 032                                                     | 1 032                                                     | Rivas                                                     |
| 40°                                                       | Santa Teresa                                              | 4 735                                                     | 3 529                                                     | Carazo                                                    | 103°                                                      | Yalagüina                                                 | 1 013                                                     | 1 013                                                     | Madriz                                                    |
| 41°                                                       | La Libertad                                               | 3 595                                                     | 3 421                                                     | Chontales                                                 | 104°                                                      | La Conquista                                              | 1 003                                                     | 1 003                                                     | Carazo                                                    |
| 42°                                                       | Nagarote                                                  | 3 326                                                     | 3 367                                                     | León                                                      | 105°                                                      | San Francisco del Norte                                   | 976                                                       | 976                                                       | Chinandega                                                |
| 43°                                                       | San Rafael del Sur                                        | 5 708                                                     | 3 320                                                     | Managua                                                   | 106°                                                      | San Sebastián de Yalí                                     | 935                                                       | 935                                                       | Jinotega                                                  |
| 44°                                                       | El Jícaro                                                 | 4 139                                                     | 3 250                                                     | Nueva Segovia                                             | 107°                                                      | Puerto Morazán                                            | 920                                                       | 920                                                       | Chinandega                                                |
| 45°                                                       | La Concordia                                              | 2 115                                                     | 3 171                                                     | Jinotega                                                  | 108°                                                      | San Miguelito                                             | 862                                                       | 862                                                       | Río San Juan                                              |
| 46°                                                       | San Marcos                                                | 4 967                                                     | 3 151                                                     | Carazo                                                    | 109°                                                      | Palacagüina                                               | 832                                                       | 832                                                       | Madriz                                                    |
| 47°                                                       | Belén                                                     | 3 416                                                     | 3 109                                                     | Rivas                                                     | 110°                                                      | Dolores                                                   | 802                                                       | 802                                                       | Carazo                                                    |
| 48°                                                       | El Sauce                                                  | 6 820                                                     | 3 045                                                     | León                                                      | 111°                                                      | Santo Tomás del Norte                                     | 798                                                       | 798                                                       | Chinandega                                                |
| 49°                                                       | Totogalpa                                                 | 3 462                                                     | 2 965                                                     | Madriz                                                    | 112°                                                      | Macuelizo                                                 | 740                                                       | 740                                                       | Nueva Segovia                                             |
| 50°                                                       | Tipitapa                                                  | 4 100                                                     | 2 956                                                     | Managua                                                   | 113°                                                      | La Paz de Oriente                                         | 686                                                       | 686                                                       | Carazo                                                    |
| 51°                                                       | San Isidro                                                | 2 955                                                     | 2 899                                                     | Matagalpa                                                 | 114°                                                      | Mateare                                                   | 660                                                       | 660                                                       | Managua                                                   |
| 52°                                                       | Terrabona                                                 | 5 498                                                     | 2 836                                                     | Matagalpa                                                 | 115°                                                      | El Realejo                                                | 638                                                       | 638                                                       | Chinandega                                                |
| 53°                                                       | Telica                                                    | 4 887                                                     | 2 801                                                     | León                                                      | 116°                                                      | Murra                                                     | 632                                                       | 632                                                       | Nueva Segovia                                             |
| 54°                                                       | Nindirí                                                   | 3 074                                                     | 2 770                                                     | Masaya                                                    | 117°                                                      | Ciudad Antigua                                            | 603                                                       | 603                                                       | Nueva Segovia                                             |
| 55°                                                       | Tola                                                      | 3 625                                                     | 2 742                                                     | Rivas                                                     | 118°                                                      | Dipilto                                                   | 598                                                       | 598                                                       | Nueva Segovia                                             |
| 56°                                                       | La Cruz de Río Grande                                     | 2 940                                                     | 2 672                                                     | Zelaya                                                    | 119°                                                      | El Rosario                                                | 563                                                       | 563                                                       | Carazo                                                    |
| 57°                                                       | Santa Rosa del Peñón                                      | 3 157                                                     | 2 585                                                     | León                                                      | 120°                                                      | Corn Island                                               | 523                                                       | 523                                                       | Zelaya                                                    |
| 58°                                                       | Posoltega                                                 | 3 724                                                     | 2 482                                                     | Chinandega                                                | 121°                                                      | San Fernando                                              | 520                                                       | 520                                                       | Nueva Segovia                                             |
| 59°                                                       | Somotillo                                                 | 2 960                                                     | 2 377                                                     | Chinandega                                                | 122°                                                      | San Juan de Oriente                                       | 504                                                       | 504                                                       | Masaya                                                    |
| 60°                                                       | San Lucas                                                 | 2 497                                                     | 2 347                                                     | Madriz                                                    | 123°                                                      | Cárdenas                                                  | 500                                                       | 500                                                       | Rivas                                                     |
| 61°                                                       | Moyogalpa                                                 | 2 129                                                     | 2 300                                                     | Rivas                                                     | 124°                                                      | San Juan del Norte                                        | 500                                                       | 500                                                       | Río San Juan                                              |
| 62°                                                       | Niquinohomo                                               | 2 496                                                     | 2 238                                                     | Masaya                                                    | 125°                                                      | Las Sabanas                                               | 408                                                       | 408                                                       | Madriz                                                    |
| 63°                                                       | San Nicolás                                               | 3 003                                                     | 2 225                                                     | León                                                      | POBLACIÓN TOTAL                                           | POBLACIÓN TOTAL                                           | 501 849                                                   | 501 849                                                   | Nicaragua                                                 |